# Droga krajowa B11 (Austria)
Droga krajowa B11 (Mödlinger Straße) – droga krajowa w Austrii. Jedno-jezdniowa arteria łączy leżące na wschodnich przedmieściach Wiednia miasto Schwechat ze skrzyżowaniem z B18 w leżącym na południowy zachód od stolicy Weissenbach an der Triesting. Trasa prowadzi przez peryferie aglomeracji Wiednia. W miejscowości Wiener Neudorf biegnie wspólnym śladem z dwiema innymi drogami krajowymi: B12 i B17.